# Francis Litsingi
Franci  Litsingi (Brazzaville, 1986. szeptember 10.) a Kongói Köztársaságban született labdarúgó.
A 2005/2006-os szezonban hazájában gólkirály lett, a 2006/2007-es szezonban Kamerunban ezt megismételte, valamint csapatával bajnokságot nyert. Több gólt is szerzett az Afrikai Bajnokok Ligájában. A következő szezonban a bajnokságot és a kameruni kupát is megnyerte csapatával. Noha játékjogával az Újpest FC rendelkezett 2010 júniusáig, 2008 óta folyamatosan a KTE-ben szerepelt.
Litsingi volt az első olyan játékos, aki a KTE színeiben 100 élvonalbeli mérkőzésen lépett pályára. Ő a legeredményesebb futballista Kecskeméten, az élvonalban ő talált be legtöbbször az ellenfelek kapujába.
A kongói válogatott tagjaként részt vett a 2015-ös afrikai nemzetek kupáján.

## Mérkőzései a kongói válogatottban
| #  | Dátum                | Ellenfél                | Eredmény | Kiírás                              | Esemény |
| -- | -------------------- | ----------------------- | -------- | ----------------------------------- | ------- |
| 1. | 2011. június 3.      | Ghána                   | 1 – 3    | Afrikai nemzetek kupája selejtező   |         |
| 2. | 2011. szeptember 4.  | Szudán                  | 0 – 1    | Afrikai nemzetek kupája selejtező   |         |
| 3. | 2014. július 18.     | Ruanda                  | 2 – 1    | Afrikai nemzetek kupája selejtező   | 89'     |
| 4. | 2014. szeptember 6.  | Nigéria                 | 3 – 2    | Afrikai nemzetek kupája selejtező   |         |
| 5. | 2014. szeptember 10. | Szudán                  | 2 – 0    | Afrikai nemzetek kupája selejtező   |         |
| 6. | 2014. október 11.    | Dél-afrikai Köztársaság | 0 – 2    | Afrikai nemzetek kupája selejtező   |         |
| 7. | 2014. november 15.   | Nigéria                 | 0 – 2    | Afrikai nemzetek kupája selejtező   | 75'     |
| 8. | 2015. január 25.     | Burkina Faso            | 2 – 1    | Afrikai nemzetek kupája csoportkör  | 89'     |
| 9. | 2015. január 31.     | Kongói DK               | 2 – 4    | Afrikai nemzetek kupája negyeddöntő | 84'     |